# Monumento al Sol Naciente
El Monumento al Sol Naciente o Redoma al Sol Naciente es un monumento ubicado en la intercesión de la Avenida Libertador, Avenida Hérman Garmendia y Avenida Los leones de la ciudad de Barquisimeto del Estado Lara. También esta justo al frente del Centro Comercial Las Trinitarias y del Complejo Ferial de Barquisimeto. Fue creado por el artista plástico Carlos Cruz-Diez en el año de 1989

## Historia
Fue durante el gobierno de Luis Herrera Campins cuando el 15 de diciembre de 1982 el ministro de la Secretaria de la Presidencia Gonzalo García Bustillos da inicio a la obra el Sol Naciente, del artista cinético Carlos Cruz Diez. Las bases y los paneles de líneas de colores de azules, ocres, negras y verdes fueron construidos por el arquitecto Ivan Faroh, finalizando las obras supervisadas por el propio artista en 1987 y en 1989 se procedió a la inauguración.

## Estructura
El monumento se asemeja a un enorme reloj de 80 metros de diámetro, compuesto por 32 paneles pinteado de varios tonos dispuestos en forma trasversal en el suelo; una obra inspirada en el astro rey (sol) como una forma de rendir tributo a los crepúsculos barquisimetanos.